# Protocalliphora proxima
Protocalliphora proxima är en tvåvingeart som beskrevs av Grunin 1966. Protocalliphora proxima ingår i släktet Protocalliphora och familjen spyflugor. Arten är reproducerande i Sverige. Inga underarter finns listade i Catalogue of Life.